# Режевской завод
Режевско́й металлурги́ческий заво́д (также Богоя́вленский, Ре́жевский) — российское и советское предприятие чёрной металлургии, действовавшее с 1770-х до 1930-х годов на территории современного города Реж. Основан Саввой Яковлевичем Яковлевым, входил в состав Верх-Исетского горного округа. Основной продукцией на протяжении всей деятельности предприятия было листовое железо.
В 1918 году предприятие было национализировано. После остановки производства и консервации оборудования на территории завода в конце 1930-х годов были построены корпуса Режского никелевого завода.

## История

### XVIII век
В 1772 году Савва Яковлевич Яковлев направил запрос в Берг-коллегию о разрешении постройки металлургического завода на реке Реж, на пустующей казённой земле, в 90 верстах к северо-востоку от Екатеринбурга. Несмотря на протесты со стороны Никиты Акинфиевича Демидова и Романа Илларионовича Воронцова уже владевшими к тому времени заводами и землёй на Урале, разрешение ведомства на строительство металлургического завода с одной доменной печью и 12 молотами было получено в указе от 22 мая 1773 года. Строительные работы начались ранее, в феврале 1773 года.
11 и 20 октября 1774 года запустили в эксплуатацию первые два молота, на которых перерабатывался в железо чугун, поступавший с Невьянского (удалённость 60 вёрст) и Алапаевского (70 вёрст) заводов. В течение 1774—1775 годов на заводе были смонтированы 10 молотов и 2 домны, причём Яковлев был вынужден запросить отдельное разрешение Берг-коллегии на строительство второй домны в марте 1775 года, обосновывая свой запрос недостатком чугуноплавильных мощностей. По состоянию на 1776 год на заводе функционировали 2 доменные печи, 8 кричных молотов с 12 горнами, кузница на 12 горнов, а также вспомогательное оборудование. Производимые заводом чугун и железо сбывали на местном рынке. К середине 1770-х годов руда поставлялась с 21 рудника, удалённых от завода на 7—45 вёрст, лесная дача площадью 235 518 десятин предусматривала возможность бесперебойной работы предприятия в течение 70 лет. В этот период заводской штат составляли 150 мастеровых и работных людей. В отличие от других предприятий региона, труд крепостных и приписных крестьян на заводе не использовался, но к заводским работам привлекались беглые раскольники, скрывавшиеся от преследований властей.
По состоянию на 1780 год на заводе функционировали 2 доменных печи, одна из которых была запасной, и 8 кричных молотов для выделки железа. В этом году завода выплавил 155,4 тыс. пудов чугуна и выковал 33,3 тыс. пудов железа.

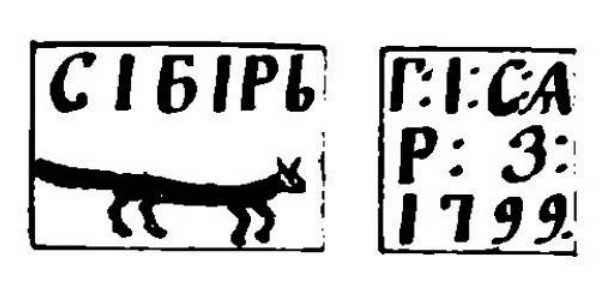
Заводское клеймо XVIII—XIX веков

В конце XVIII века объёмы производства металла существенно колебались год к году. В 1784 году завод выплавил 175,9 тыс. пудов чугуна, в 1786 году — 101,6, в 1788 году — 127,3 тыс. пудов, в 1790 году — 79,5 тыс. пудов, в 1793 году — 146,8 тыс. пудов, в 1795 году — 103,3 тыс. пудов. Объёмы выплавки чугуна напрямую сказывались на производстве железа, при этом к 1790 году количество молотов возросло до 16 единиц, часть из которых простаивала. По данным 1797 года основной оборудование завода состояло из 2 доменных печей, 12 молотов с 24 кричными горнами, поставки руды производились с 14 рудников. Заводской штат в этот период состоял из 505 мастеровых и работных людей. В 1800 году объём выплавки чугуна составил 122 тыс. пудов, железа было выковано 82,1 тыс. пудов.
В период владения С. Я. Яковлева готовая продукция завода клеймилась с одного конца надписью «СИБИРЬ» с изображением соболя, с противоположного — сокращением от «господина Ивана Савича Яковлева / Режевского завода / год».

### XIX век
| Год  | Чугун | Железо     |
| ---- | ----- | ---------- |
| 1780 | 155,4 | 33,3       |
| 1790 | 79,5  | нет данных |
| 1800 | 122,0 | 82,1       |
| 1807 | 139,4 | 123,8      |
| 1811 | 170,1 | 129,6      |
| 1815 | 167,8 | 86,7       |
| 1823 | 123,8 | 146,0      |
| 1834 | 47,9  | 100,9      |
| 1841 | 164,2 | 87,4       |
| 1859 | 192,4 | 149,5      |
| 1860 | 201,2 | 125,8      |
| 1861 | 188,3 | 102,7      |
| 1863 | 173,9 | 144,0      |
| 1870 | 195,3 | 206,1      |
| 1875 | 369,7 | 282,3      |
| 1880 | 392,3 | 198,3      |
| 1885 | 176,3 | 210,4      |
| 1890 | 364,1 | 234,7      |
| 1895 | 492,1 | 248,0      |
| 1899 | 389,4 | 395,4      |
| 1900 | 566,3 | 605,2      |
| 1905 | 453,3 | 318,5      |
| 1910 | 406,6 | 498,4      |
| 1914 | 573,7 | -          |
| 1915 | 351,2 | -          |
| 1916 | 567,9 | -          |
| 1917 | 559,5 | -          |

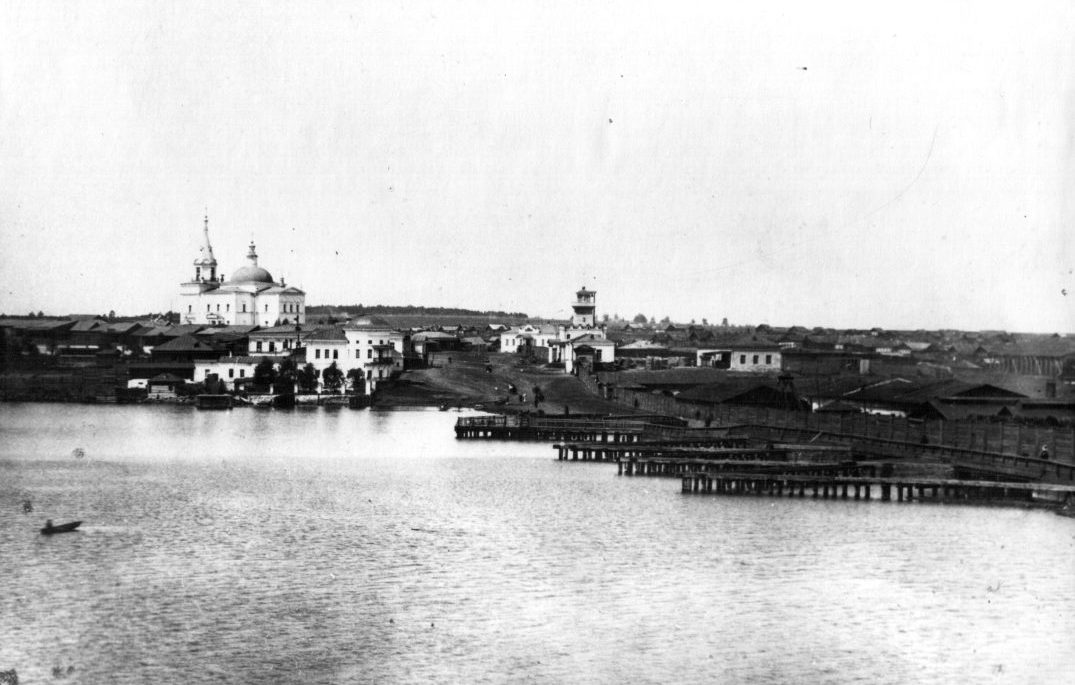
Вид на заводскую плотину в 1880 году

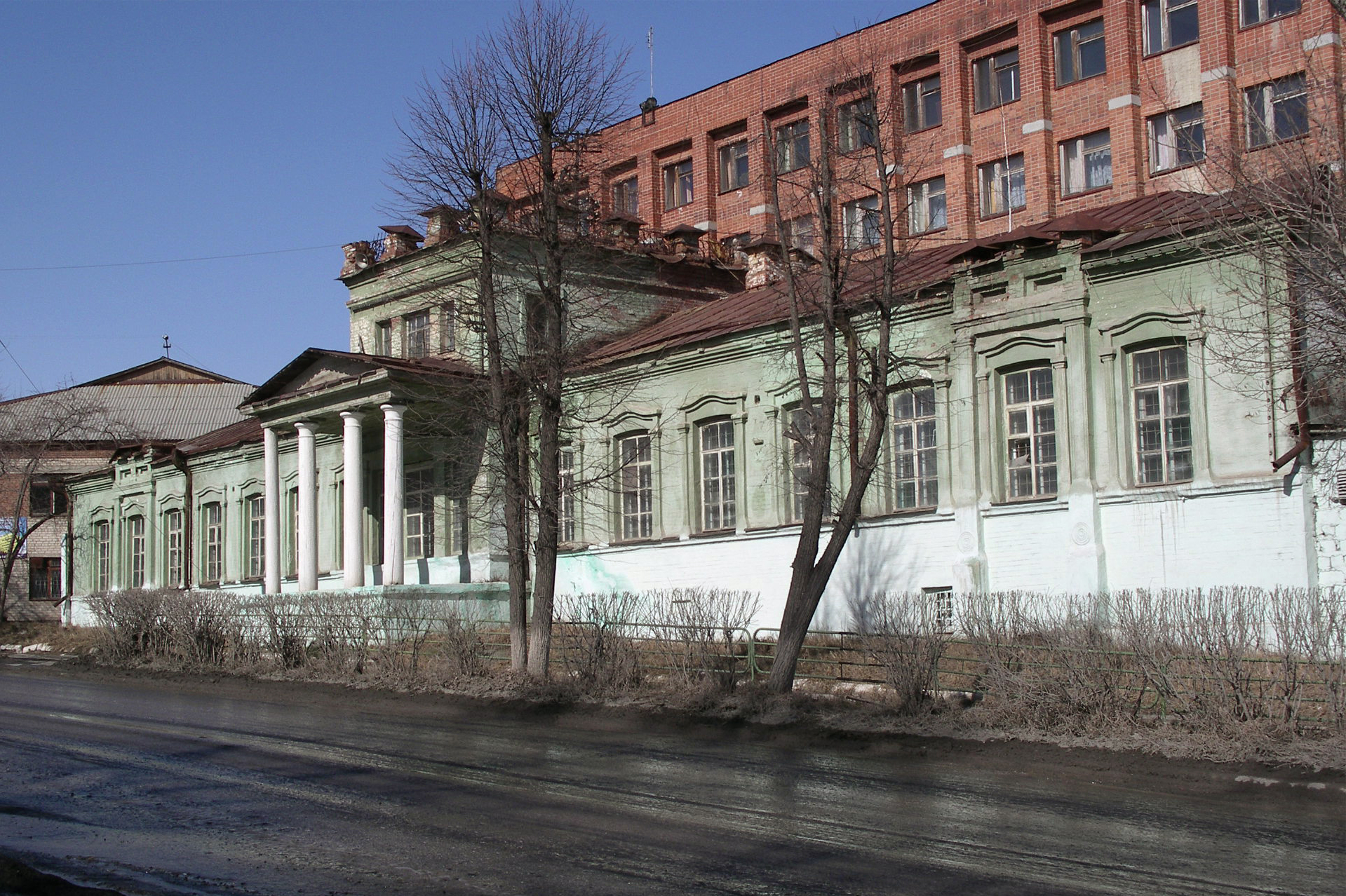
Здание заводской конторы

По данным Павла Егоровича Томилова 1807 года в этот период на заводе работали две домны, дутьё для которых подавалось 4 цилиндрическими чугунными мехами, а также 20 молотов и 20 кричных горнов с 12 мехами. Основной продукцией завода в этот период было полосовое железо, также выпускалась бытовая утварь, гвозди и дощатое железо. Заводская земляная плотина имела длину 362,1 м, ширину в нижней части 74,6 м, в верхней — 42,6 м, высоту 7,1 м. В период паводка заводской пруд разливался в длину на 15 км. Плотина и пруд стали основой планировки застройки будущего города Реж. На генеральном плане 1826 года выделяются три несвязанных линейно блока жилых кварталов с перпендикулярными улицами, находящимися на удалении от завода.
К концу 1850-х годов на заводе работали 2 домны, 8 кричных молотов, две раскатные и две листоотделочные фабрики, гвоздильная фабрика, кузница на 9 горнов, а также вспомогательные мастерские. В 1859 году завод выплавил 192,4 тыс. пудов чугуна, произвёл 6,3 тыс. пудов чугунных изделий, 300 пудов цементной стали. Из 118,2 тыс. пудов собственного кричного железа было изготовлено 119,4 тыс. пудов листового кровельного железа, 6,7 тыс. пудов котельного железа, 2,9 тыс. пудов сундучного, 2,1 тыс. пудов обручного и резного, 17,5 тыс. пудов листовой заготовки, а также 700 пудов сковородок и 200 пудов гвоздей.
В 1860 году заводской штат составляли 2489 рабочих, постоянно работали 2007 человек. После отмены крепостного права численность рабочих резко сократилась, в 1861 году на заводе числилось 1169 рабочих, к 1863 году штат сократился до 583 человек, из которых только 290 были заняты на основных работах. Соответственно снижались и объёмы производства металла. В 1860 году завод выплавил 201,2 тыс. пудов чугуна и произвёл 124,6 тыс. пудов железа разных сортов, в 1861 году — 188,3 тыс. пудов чугуна и 101,9 тыс. пудов железа, в 1862 году — 158,2 тыс. пудов чугуна и 111,9 тыс. пудов железf.
В конце 1850-х — начале 1860-х годов в лесных дачах Режевского завода наладили промывку золотосодержащих песков. Объёмы добычи шлихового золота достигали 1 пуда и 27 фунтов в год.
С 1862 года практически весь выплавляемый заводом чугун перерабатывался в железо разных сортов, при этом часть кричного железа для переработки в сортовое дополнительно поставлялась с других заводов Стенбок-Фермор в Верх-Исетского горном округе. В небольших количествах производились цементная сталь и бытовая утварь. В 1863 году на заводе функционировали 2 домны и 11 печей для выделки железа, 8 кричных и 11 вспомогательных горнов. Энергетическое хозяйство в этот период было представлено 30 водяными колёсами общей мощностью в 531 л. с. и 1 паровой машины в 4 л. с. В 1863 году завод выплавил 173,9 тыс. пудов чугуна и произвёл 144 тыс. пудов листового железа.
В 1870—1890-е годы на заводе была проведена реконструкция, в результате которой одна домна была переведена на горячее дутьё, энергетическое хозяйство пополнилось паровыми машинами, их число возросло до 9, а общая мощность — до 140 л. с., число водяных колёс при этом сократилось до 27. К 1885 году на заводе работали 2 домны, 14 кричных горнов и 13 калильных печей. В начале 1890-х годов энергетическое хозяйство было представлено 3 паровыми машинами общей мощностью в 85 л. с., 10 водяными колёсами общей мощностью в 205 л. с., 11 турбинами общей мощностью в 640 л. с. и 1 локомобилем в 9 л. с. В 1891—1892 годах для прокатки узкой болванки были смонтированы раскатная калильная печь и паровая машина мощностью в 60 л. с. В 1891—1894 годах управляющим завода служил Александр Иванович Фадеев, ставший позднее во главе всего Верх-Исетского округа. К середине 1890-х годов обе домны перевели на горячее дутьё. В этот период в составе завода также работали 15 кричных горнов, 6 прокатных станов 2 сварочных, 10 калильных и 1 печь для обжига руды, 7 молотов с приводом от водяных колёс и 8 молотов с приводом от паровых машин.
По данным 1899 года на заводе трудились 435 человек на основных работах и 165 человек на вспомогательных. В этом же году запустили мартеновскую печь садкой в 12 тонн, строительство которой вели с 1897 года. В 1901 году смонтировали новый раскатный стан для производства кровельного железа. В начале XX века по территории завода проложили рельсовые пути и провели телефонную связь, соединившую Режевской завод с другими заводами округа.

### XX век

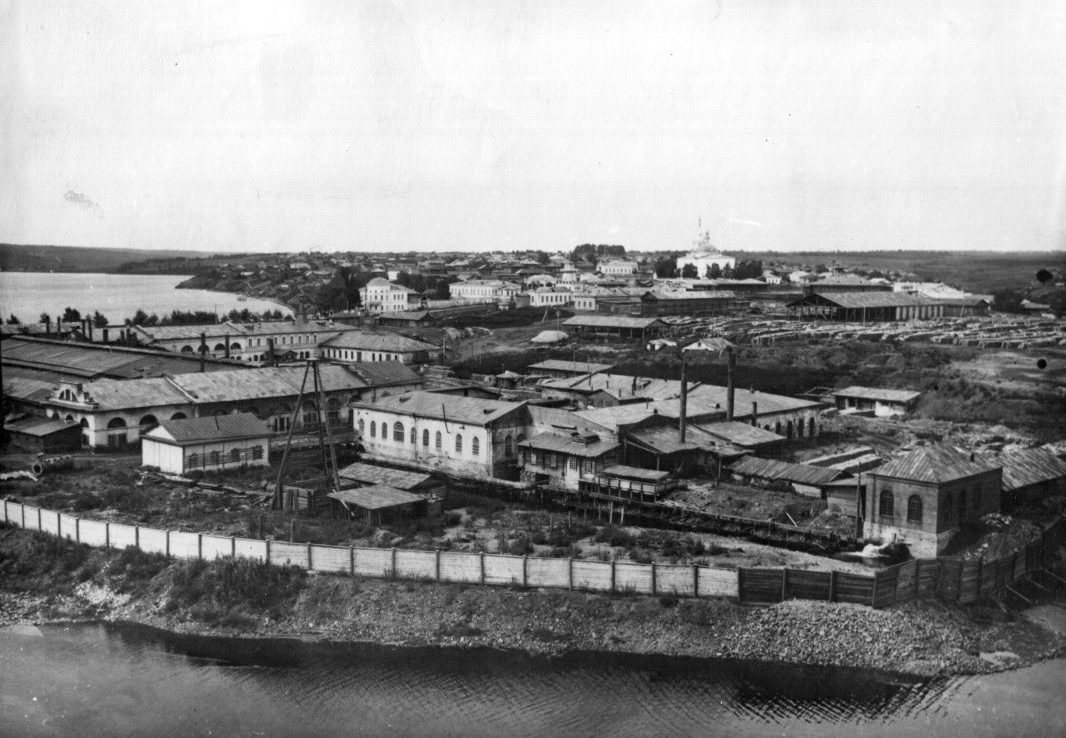
Вид на левобережные корпуса в 1900 году

В кризисные годы начала XX века завод показывал стабильные производственные результаты. В 1899 году на заводе выплавили 389,4 тыс. пудов чугуна и произвели 395,4 тыс. пудов железа, в 1900 году — 566,3 тыс. пудов чугуна и 605,2 тыс. пудов железа. При этом доля мартеновского металла постоянно возрастала. Период 1905—1908 годов был связан с проблемами сбыта продукции завода и недостатком рабочей силы, что неизбежно привело к сокращению объёмов производства металла. В 1905 году было выплавлено 453,3 тыс. пудов чугуна и произведено 318,5 тыс. пудов железа, в 1906 году — 899,1 тыс. пудов чугуна и 280,6 тыс. пудов железа, в 1908 году — 230,9 тыс. пудов чугуна и 562,1 тыс. пудов железа. К 1907 году завершился монтаж второй мартеновской печи.
К 1910 году кричное производство на заводе полностью прекратилось, весь передел чугуна с этого времени производился в двух мартенах. Основной продукцией завода было листовое кровельное железо. Заводской штат состоял из 846 человек, занятых на основных работах, и 256 человек на вспомогательных. В 1911 году завод выплавил 617,5 тыс. пудов чугуна и произвёл 184,1 тыс. пудов железа. С 1912 года производство железа прекратилось, с этого времени, включая годы Первой мировой войны, завод выплавлял только чугун, в том числе для военных нужд.
16 января 1918 года завод был национализирован, работа оборудования прекратилась. После окончания Гражданской войны один из цехов был передан Режевскому промыслово-кредитному товариществу, остальные подразделения — областному тресту «Гормет», руководство которого приняло решение о консервации производства и оборудования завода. В конце 1920-х годов по инициативе и силами рабочих предприятия была восстановлена работа одной домны, запуск которой состоялся 20 ноября 1930 года. Восстановленную часть бывшего Режевского завода назвали «Металлург». За 10 месяцев было выплавлено 7 тыс. т чугуна, отличавшегося высокой себестоимостью из-за устаревшего оборудования и высокой доли ручного труда. В итоге домну потушили в начале 1930-х годов.
В дальнейшем в одном из корпусов бывшего чугуноплавильного и железоделательного завода функционировал завод «Сантехника», производивший радиаторы, фасонные детали и канализационные трубы из ваграночного чугуна. В конце 1930-х годов на территории предприятия были построены корпуса Режского никелевого завода «Режникель».

## Собственники

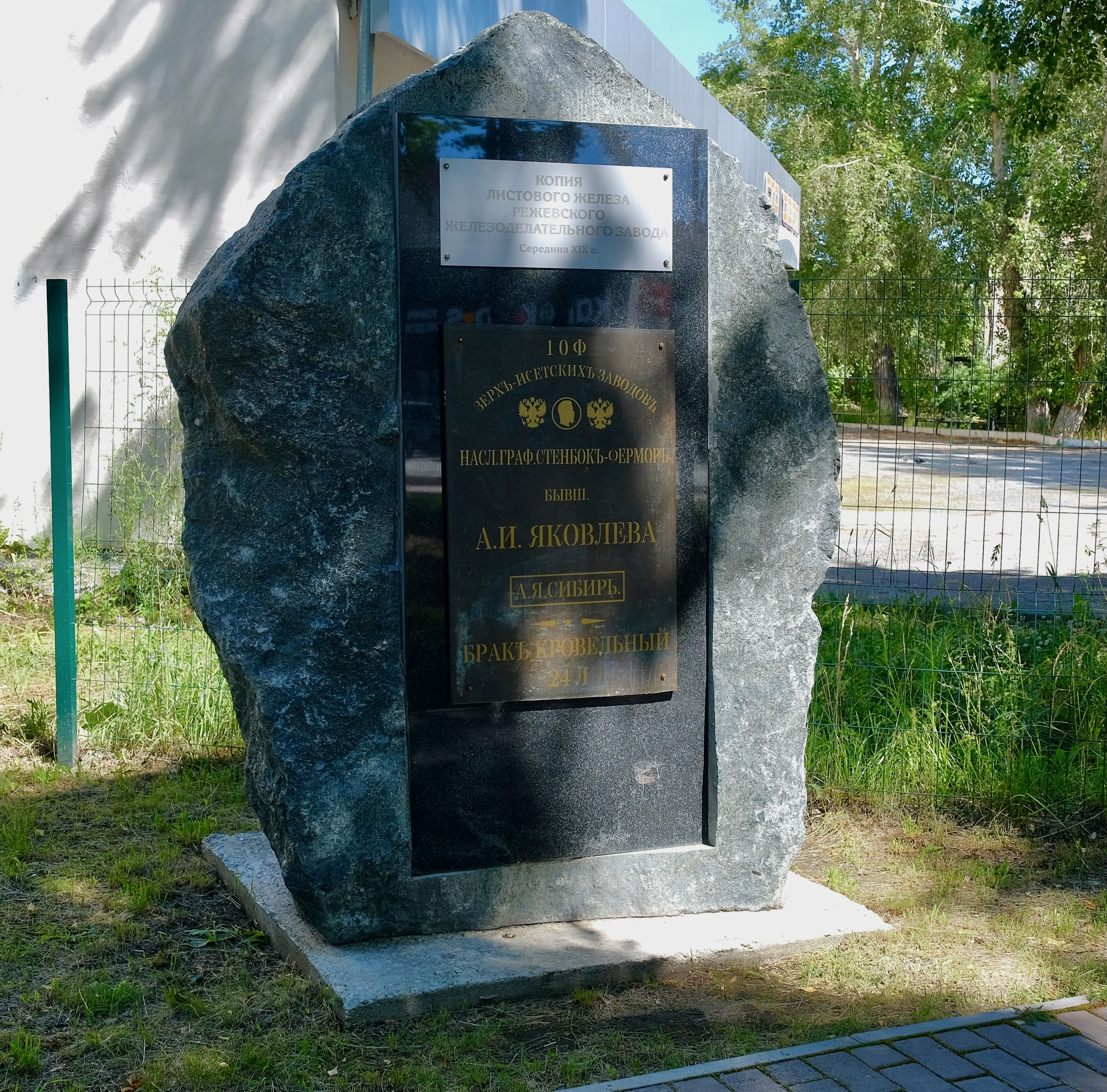
Стела с копией листа металла в парке Режа

После раздела имущества между наследниками Саввы Яковлевича Яковлева в 1787 году Режевской завод перешёл в собственность его сына Ивана Саввича Яковлева. В 1806 году заводовладельцем стал его сын Алексей Иванович Яковлев.
В 1859 году заводовладельцами стали дети и наследники Алексея Ивановича Иван Алексеевич и Надежда Алексеевна, которая в 1862 году стала единоличной владелицей завода.
В 1899 году завод перешёл в собственность семейно-паевого товарищества наследников графини Н. А. Стенбок-Фермор. В конце первого десятилетия XX века Режевской завод несколько раз менял формальных собственников. В 1908 году завод перешёл во владение Акционерного общества Верх-Исетских горных и механических заводов бывших Яковлева, а в 1910 году — Акционерного общества Верх-Исетских горных и механических заводов.